# Magné (Vienne)
Magné település Franciaországban, Vienne megyében. Lakosainak száma 672 fő (2022. január 1.). Magné Brion, Champagné-Saint-Hilaire, La Ferrière-Airoux, Gençay és Marnay községekkel határos.

## Népesség
A település népességének változása:
| Lakosok száma | 660  | 680  | 701  | 675  | 675  | 674  | 672  | 670  | 672  |
|               | 2013 | 2015 | 2016 | 2017 | 2018 | 2019 | 2020 | 2021 | 2022 |